# جای امن (فیلم ۱۳۷۲)
جای امن فیلمی به کارگردانی مجتبی راعی و نویسندگی جابر قاسمعلی محصول سال ۱۳۷۲ است.

## داستان
سعید برای فیلمبرداری از تظاهرات هفده شهریور ماه ۱۳۵۷ به میدان ژاله می‌رود. همسرش فاطمه با یکی از بستگانش به نام مریم در تظاهرات شرکت دارند. پس از درگیری و تیراندازی، سعید زخمی می‌شود و دوربینش را به فاطمه می‌سپارد. ثابت پور، مأمور ساواک، که شاهد ماجراست، برای به دست آوردن دوربین فاطمه را تعقیب می‌کند، اما فاطمه به خانه ای پناه می‌برد و دوربین را در آنجا امانت می‌گذارد. به ثابت پور دستور داده می‌شود که همچنان پیگیر ماجرا باشد و فیلم تظاهرات و کشتار را ضبط کند. سعید در بیمارستان فوت می‌کند و ثابت پور نیز که جستجوهایش در بیمارستان بی‌نتیجه مانده است به بهشت زهرا می‌رود. فاطمه و دوستش مریم که شوهرش را در مبارزهٔ ضد حکومتی از دست داده، دوربین را پس می‌گیرند. ثابت پور به دلیل ناتوانی در انجام وظیفه خلع مقام می‌شود، اما با گزارش یکی از مأموران به فاطمه و مریم می‌رسد. او مریم را غافلگیر می‌کند و با شلیک چند گلوله او را از پا درمی‌آورد و سرانجام فاطمه نیز ثابت پور را به قتل می‌رساند.

## بازیگران
- محمود پاک‌نیت
- سودابه آقاجانیان
- فرانک آراسته‌جو
- فریبرز سمندرپور
- حسن جوهرچی
- حسین یاری
- بهروز عبدی
- زهره صفوی
- ملیحه نظری
- صدیقه کیانفر
- حسین کاتبی
- عباس وفایی
- تقی جوادی
- جواد جعفرقلی‌زاده
- هرمز لاریجانی
- ستار اورا
- محمد سالمی
- داوود زهری
- عیسی صفایی
- محمد صادق‌پور
- عباس قاصدی
- مهرداد خوشبخت
- سیدجلال طباطبایی
- ملیکا برکه‌ای
- بیتا بیدارمغز
- محمد حاج‌حسینی
- حسن زارعی